# Rotbauchguan

Verbreitungsgebiet des Rotbauchguans

Der Rotbauchguan (Ortalis wagleri), Syn. Ortalida Wagleri ist eine Vogelart aus der Ordnung der Hühnervögel (Galliformes).
Die Art wurde als Unterart (Ssp.) des Graubrustguans (O. poliocephala) angesehen und als „Ortalis poliocephala wagleri“ bezeichnet.
Der Vogel ist endemisch in Mexiko vom Südwesten Sonora bis Nordwesten Jalisco.
Der Lebensraum umfasst tropischen Laub-, Misch- und Dornwald im Tiefland, mitunter auch Palmenplantagen und dichte Mangrovenwälder in Küstennähe, meist bis 1300, seltener bis 2000 m Höhe.
Der Artzusatz bezieht sich auf Johann Georg Wagler.

## Merkmale
Die Art ist 62–67 cm und wiegt etwa 834 g. Sie ist der farbenprächtigste Vertreter dieser Gattung mit rotem Hautring um die Augen, Bauch und Unterschwanzdecken sind hell kastanienbraun, das übrige Gefieder ist graubraun bis olivbraun.
Die Geschlechter unterscheiden sich nicht. Jungvögel sind matter und weisen noch kaum kastanienbraunes Gefieder auf.
Die Art unterscheidet sich vom Graubrustguan (O. poliocephala) durch die kastanienbraune Färbung.

## Geografische Variation
Die Art ist monotypisch.
Die Art hybridisiert mit dem Graubrustguan Ortalis wagleri x poliocephala.

## Stimme
Der Ruf wird als lauter, rhythmischer 4–5 toniger Chor „kirr-i-i-kr“, „chrr-i-k-rr“ oder „chrr-uh-uh-rr“ beschrieben, manchmal mit gackernden, pfeifenden oder knurrenden Lauten.

## Lebensweise
Die Art ist vermutlich ein Standvogel.
Die Nahrung besteht aus Früchten von Bäumen, die in Gruppen von bis zu 10 Individuen verzehrt werden. Die Brutzeit liegt um Mai und Juni herum. Ein Nest wurde 1 m oberhalb des Erdbodens in einem kleinen Baum gefunden. Das Gelege besteht aus 3 weißen Eiern.

## Gefährdungssituation
Der Bestand gilt als „nicht gefährdet“ (Least Concern).